# Guanosin
Guanosin (G nebo Guo) je purinový nukleosid složený z nukleové báze guaninu a pětiuhlíkatého cukru ribózy. Tyto dvě stavební částice jsou spojeny glykosidickou vazbou. Pokud je guanin vázán na deoxyribózu, nazývá se deoxyguanosin.
Guanosin je základní stavební částice guanosinových nukleotidů (GMP, GDP, GTP, cGMP) a nukleových kyselin. Je tedy jedním ze čtyř nukleosidových stavebních bloků, ze kterých se skládá ribonukleová kyselina RNA. Dalšími jsou adenosin, cytidin a uridin.

## Vlastnosti
Guanosin je bílý krystalický prášek bez zápachu a mírně slané chuti. Je dobře rozpustný v kyselině octové, málo rozpustný ve vodě a nerozpustný v ethanolu, diethyletheru, benzenu a chloroformu.
Guanosin může být fosforylován jednou až třikrát, což vede k GMP (guanosin monofosfát), cGMP (cyklický guanosin monofosfát), GDP (guanosin difosfát) a GTP (guanosin trifosfát). Tyto sloučeniny hrají důležitou roli v různých biochemických procesech, jako je syntéza nukleových kyselin a proteinů, fotosyntéza, svalová kontrakce a intracelulární signální transdukce (cGMP).
Guanosin lze například nalézt v pankreatu, jeteli, kávovníku nebo pylu borovic.

## Funkce

Struktura genu - gen je tvořen exony a introny.

Guanosin je důležitý pro proces transkripce, což je klíčová reakce při přepisu genetického kódu mezi DNA a RNA. Podle ní pak v procesu translace vzniká příslušná bílkovina.
Geny obsahují kódující sekvence (exony) a nekódující sekvence (introny). Během transkripce se nekódující sekvence musí vystřihnout procesem nazývaným splicing.
Sestřihu (splicingu) se účastní právě guanosin. Odstranění intronu z genu probíhá tak, že se gen na obou koncích rozřízne, znovu spojí a přitom se na obou stranách ponechá jen exon. Zůstane tedy jenom kódující část, která má být přeložena do bílkoviny v procesu zvaném translace.

## Použití
- Antivirotikum acyklovir (strukturálně podobný guanosinu) je používané při léčbě herpesu.[3]
- Abakavir (strukturálně podobný guanosinu) je lék používaný při léčbě HIV pozitivních.
- Guanosin byl také použit k výrobě regadenosonu.

## Příbuzné sloučeniny
- 1-methylguanosin
- 7-methylguanosin
- N²-methylguanosin
- N²,N²-dimethylguanosin
- 6-O-methylguanosin
- 2′-O-methylguanosin
- Isoguanosin
- 2′-O-ribosylguanosin fosfát